# Arthopyrenia grisea
Arthopyrenia grisea är en lavart som först beskrevs av Schleich. ex Schaer., och fick sitt nu gällande namn av Körb. Arthopyrenia grisea ingår i släktet Arthopyrenia och familjen Arthopyreniaceae.  Arten är reproducerande i Sverige. Inga underarter finns listade i Catalogue of Life.